# Cornutalis valida
Cornutalis valida är en insektsart som beskrevs av Albino Morimasa Sakakibara 1998. Cornutalis valida ingår i släktet Cornutalis och familjen hornstritar. Inga underarter finns listade i Catalogue of Life.